# Cargolet d'aiguamoll
El cargolet d'aiguamoll (Cistothorus palustris) és una espècie d'ocell de la família dels troglodítids (Troglodytidae) que ha estat inclòs al monotípic Telmatodytes. Habita els pantans d'aigua dolça i costaners, amb espadanyes, joncs, canyes i pastures altes del sud del Canadà i gran part dels Estats Units. Fan migracions cap al sud dels Estats Units en hivern. S'han descrit 15 subespècies:
- C. palustris aestuarinus (Swarth, 1917). Centre de Califòrnia.
- C. palustris browningi Rea, 1986. Des del Sud-oest de la Colúmbia Britànica fins al centre de Washington.
- C. palustris clarkae Unitt, Messer et Théry, 1996. Sud-oest de Califòrnia.
- C. palustris deserticola Rea, 1986. Sud-est de Califòrnia.
- C. palustris dissaeptus Bangs, 1902. Sud-est del Canadà i nord-est dels Estats Units.
- C. palustris griseus Brewster, 1893. Des de Carolina del Sud fins a Florida.
- C. palustris iliacus (Ridgway, 1903). Zona central del Canadà i dels Estats Units.
- C. palustris laingi (Harper, 1926). Sud del Canadà i nord dels Estats Units.
- C. palustris marianae Scott, 1888. Costa del Golf de Mèxic dels Estats Units.
- C. palustris paludicola Baird SF, 1864. Sud-oest de Washington i nod-oest d'Oregon.
- C. palustris palustris (Wilson A, 1810). Costa oriental dels Estats Units.
- C. palustris plesius Oberholser, 1897. Oest dels Estats Units.
- C. palustris pulverius (Aldrich, 1946). Interior del sud-oest del Canadà i de l'oest dels Estats Units.
- C. palustris tolucensis (Nelson, 1904). Mèxic central.
- C. palustris waynei (Dingle et Sprunt, 1932). Virgínia i Carolina del Nord.